# Forma di Stato

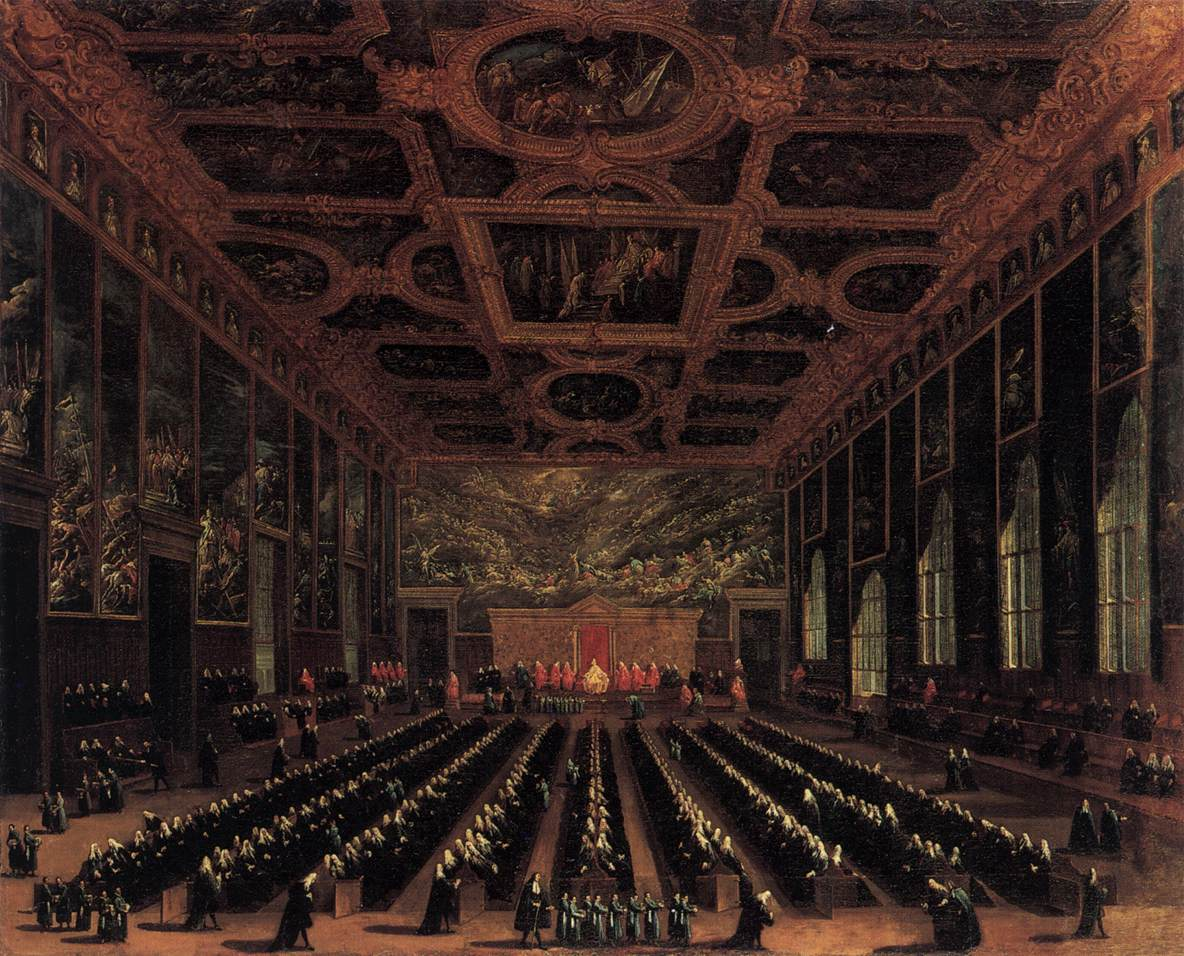
La sala del Maggior Consiglio di Venezia nel palazzo dogale. Dipinto di Antonio Diziani, 1758-1763, Gemäldegalerie (Berlino).

Per forma di Stato si intende il rapporto che esiste tra il popolo e le sue istituzioni in un determinato territorio.
In particolare, essa è la modalità con cui i poteri legislativo, esecutivo e giudiziario vengono attributi o riconosciuti dal popolo in specifici organi istituiti per amministrarlo. Lo Stato si compone di tre elementi: popolo, territorio e sovranità. La forma di Stato si ottiene, di volta in volta, in base a chi detiene questi poteri e alla finalità con cui vengono usati.

## Storia
La storia delle forme di Stato e di quelle di governo parte dalla fine del Medioevo, quando in tutta Europa si affermano i regimi delle monarchie nazionali: con essa si può iniziare a parlare di stato in senso moderno, che alle sue origini si incarna nella forma dello stato assoluto. Possiamo affermare, infatti, che lo Stato moderno nasce quando l'ordinamento acquisisce i caratteri dell'indipendenza (rispetto agli ordinamenti esterni) e della supremazia (rispetto alle istituzioni interne: comuni, feudi, corporazioni, ecc.). Ciò avviene tra XIV e XVI secolo; le forme di stato esposte di seguito vanno intese nella prima accezione sopra menzionata (rapporti governanti-governati).

### Caratteristiche
Sulla base di questi tre elementi, possono essere dati due contenuti diversi al concetto di forma di stato:
1. come organizzazione dei rapporti tra popolo e sovranità, ossia tra governanti e governati;
2. come organizzazione dei rapporti tra territorio e sovranità, ossia come ripartizione della sovranità sul territorio (con un maggiore o minore grado di accentramento).

Si differenzia dalla forma di governo che, invece, indica il modo con cui le varie funzioni dello Stato sono distribuite ed organizzate tra i diversi organi costituzionali. In tal caso, il termine stato rileva come "stato-apparato", cioè apparato di governo e complesso degli organi centrali.
Sinteticamente si può affermare che "forma di Stato" e "forma di governo" sono concetti impiegati per indicare il rapporto tra stato-autorità e stato-società, avendo particolarmente riguardo, rispettivamente, all'aspetto finalistico e all'aspetto strumentale.

## Tipologie

### Stato assoluto
Caratteristica fondamentale dello Stato assoluto è la concentrazione della sovranità (potere legislativo, potere esecutivo e potere giudiziario) nella persona del Re o del Monarca. Lo Stato nazionale è nato come Stato assoluto.
Si parla di totalitarismo quando il regime tenta anche di controllare capillarmente la società in tutti gli ambiti di vita, imponendo l'assimilazione di un'ideologia.

### Stato di diritto
È la forma di Stato da cui derivano gli stati moderni democratici. Si fonda sul riconoscimento dei diritti dei cittadini, nascendo con la Rivoluzione francese e l'emanazione della Dichiarazione dei diritti dell'uomo e del cittadino come abolizione dello Stato assoluto e del feudalesimo. E con questa forma di stato l'evoluzione del diritto ebbe una maggiore importanza.

### Stato liberale
Sul continente europeo, in virtù di cause contingenti di carattere politico, della perdita delle prerogative della nobiltà, a fronte del mantenimento dei suoi privilegi, e dell'aumento della tassazione e delle imposte, lo Stato di polizia entra progressivamente in crisi.
Inizia a svilupparsi lo Stato liberale, così come era avvenuto in Inghilterra, in seguito alle due rivoluzioni (prima la rivoluzione inglese del 1649, poi la gloriosa rivoluzione del 1688). Tale modello venne introdotto in Francia in seguito agli eventi della rivoluzione iniziata nel 1789.
Questa forma di Stato è collegata alla nascita e affermazione della classe borghese e assume le finalità di questa. Tale forma di Stato assume anche il nome di:
- Stato minimo o negativo o non interventista: in quanto attua la politica del minimo intervento, a favore della libertà dei singoli (intesa come libertà dallo Stato e dai suoi divieti);
- Stato di diritto: in quanto, come già avveniva in parte nello Stato di polizia, le istituzioni erano esse stesse soggette al rispetto delle norme statali.

Considerata la legittimazione al potere degli organi statali, si sviluppano i concetti di nazione e di sovranità nazionale (e quello distinto, ma collegato, di unità della nazione raggiunta per il tramite dei suoi rappresentanti).
Ma lo Stato liberale, che si propone di assicurare la libera esplicazione e la massima estensione dei ceti detentori delle forze economiche e di garantire il mantenimento dello status quo, riservando i diritti politici agli appartenenti alla classe dominante, contiene al suo interno le contraddizioni che porteranno alla sua evoluzione in senso democratico, con lo sviluppo delle contemporanee democrazie liberali.